# Schweizer Meisterschaften im Skilanglauf 1999
Die Schweizer Meisterschaften im Skilanglauf 1999 fanden vom 16. bis zum 21. Januar 1999 und am 28. März 1999 in Silvaplana statt. Ausgetragen wurden bei den Männern die Distanzen 10 km, 30 km und 50 km, sowie ein Verfolgungsrennen und die 4 × 10 km Staffel. Bei den Frauen fanden die Distanzen 5 km, 15 km und 30 km, sowie ein Verfolgungsrennen und die 4 × 5 km Staffel statt. Bei den Männern gewann Wilhelm Aschwanden über 10 km, in der Verfolgung, sowie mit der Staffel vom SC Marbach. Zudem siegte Beat Koch über 30 km und Stephan Kunz über 50 km. Bei den Frauen gewann Sylvia Honegger über 5 km und 15 km, Brigitte Albrecht die Verfolgung, Andrea Senteler über 30 km und die Staffel vom Alpina St. Moritz.

## Männer

### 10 km klassisch
| Platz | Name               | Verein                               | Zeit (min) |
| ----- | ------------------ | ------------------------------------ | ---------- |
| 01    | Wilhelm Aschwanden | SC Marbach                           | 30:17,8    |
| 02    | Reto Burgermeister | Pfäffikon                            | 31:00,0    |
| 03    | Patrick Mächler    | SC Davos                             | 31:02,6    |
| 04    | Stephan Kunz       | Triesenberg                          | 31:10,1    |
| 05    | Beat Koch          | SC Marbach                           | 31:18,8    |
| 06    | Christian Stolz    | Schwarzenburg                        | 31:41,5    |
| 07    | Patrick Rölli      | SC Horw                              | 31:42,6    |
| 08    | Markus Hasler      | Unterländer Wintersportverein Eschen | 31:50,6    |
| 09    | Dominik Berchtold  | Giswil                               | 31:52,9    |
| 10    | Dominik Walpen     | Grenzwachtkorps                      | 32:12,5    |

Datum: Samstag, 16. Januar 1999 in Silvaplana

Zum Auftakt dieser Meisterschaften gewann Wilhelm Aschwanden vor den Vorjahressieger Reto Burgermeister und Patrick Mächler. Das Ergebnis dieses Rennen zählte für das Verfolgungsrennen am folgenden Tag.

### 15 km Freistil Verfolgung
| Platz | Name               | Verein        | Zeit (std) |
| ----- | ------------------ | ------------- | ---------- |
| 01    | Wilhelm Aschwanden | SC Marbach    | 1:11:04,7  |
| 02    | Patrick Mächler    | SC Davos      | 1:11:35,8  |
| 03    | Stephan Kunz       | Triesenberg   | 1:11:47,5  |
| 04    | Reto Burgermeister | Pfäffikon     | 1:12:12,3  |
| 05    | Beat Koch          | SC Marbach    | 1:12:34,7  |
| 06    | Patrick Rölli      | SC Horw       | 1:12:56,9  |
| 07    | Dominik Berchtold  | Giswil        | 1:13:55,1  |
| 08    | Christian Stolz    | Schwarzenburg | 1:14:32,1  |
| 09    | Daniel Romanens    | Marsens       | 1:14:37,0  |
| 10    | Christof Schnider  | Flühli        | 1:14:37,1  |

Datum: Sonntag, 17. Januar 1999 in Silvaplana

Wie am Vortag gewann Wilhelm Aschwanden mit 31,1 Sekunden Vorsprung auf Patrick Mächler und Stephan Kunz.

### 30 km klassisch
| Platz | Name               | Verein        | Zeit (std) |
| ----- | ------------------ | ------------- | ---------- |
| 01    | Beat Koch          | SC Marbach    | 1:27:16,5  |
| 02    | Stephan Kunz       | Triesenberg   | 1:27:26,0  |
| 03    | Christian Stolz    | Schwarzenburg | 1:28:01,6  |
| 04    | Reto Burgermeister | Pfäffikon     | 1:28:07,5  |
| 05    | Christoph Schmid   | Flühli        | 1:29:59,4  |
| 06    | Dominik Berchtold  | Giswil        | 1:30:06,4  |
| 07    | Christophe Fresard | Saignelegier  | 1:31:52,9  |
| 08    | Thomas Mürner      | SC Frutigen   | 1:33:18,9  |
| 09    | Patrick Rölli      | SC Horw       | 1:33:35,1  |
| 10    | Urs Graf           | Aeschi        | 1:33:42,5  |

Datum: Mittwoch, 20. Januar 1999 in Silvaplana

Der Marbacher Beat Koch gewann vor Stephan Kunz und Christian Stolz und holte damit seinen zweiten Meistertitel. Es waren 35 Läufer am Start.

### 50 km Freistil
| Platz | Name               | Verein        | Zeit (std) |
| ----- | ------------------ | ------------- | ---------- |
| 01    | Stephan Kunz       | Triesenberg   | 2:17:17,7  |
| 02    | Patrick Rölli      | SC Horw       | 2:18:10,0  |
| 03    | Wilhelm Aschwanden | SC Marbach    | 2:18:47,5  |
| 04    | Patrick Mächler    | SC Ulrichen   | 2:18:52,6  |
| 05    | Gion-Andrea Bundi  | SC Davos      | 2:19:17,9  |
| 06    | Beat Koch          | SC Marbach    | 2:19:38,8  |
| 07    | Christian Stolz    | Schwarzenburg | 2:19:54,6  |
| 08    | Roland Diethart    | Österreich    | 2:21:01,0  |
| 09    | Rolf Zurbrügg      | SC Adelboden  | 2:21:17,3  |
| 10    | Christophe Fresard | Saignelegier  | 2:22:41,9  |

Datum: Sonntag, 28. März 1999 in Silvaplana

Wie im Vorjahr gewann Stephan Kunz das 50-km-Rennen, diesmal mit 52,3 Sekunden vor Patrick Rölli.

### 3 × 10 km Staffel
| Platz | Namen                                          | Verein          | Zeit (std) |
| ----- | ---------------------------------------------- | --------------- | ---------- |
| 01    | Erwin Lauber Beat Koch Wilhelm Aschwanden      | SC Marbach      | 1:22:47,8  |
| 02    | Dominik Walpen Sven Wenger Patrick Mächler     | Grenzwachtkorps | 1:25:07,9  |
| 03    | Matthias Simmen Emanuel Buchs Daniel Romanens  | Grenzwachtkorps | 1:25:19,4  |
| 04    | Reto Burgermeister Juri Burlakow Gabriel Huber | SC Am Bachtel   | 1:26:49,2  |
| 05    | Men Rauch Martin Michel Mario Riatsch          | Lischana Scuol  | 1:27:45,1  |

Datum: Donnerstag, 21. Januar 1999 in Silvaplana

Es nahmen 15 Staffeln teil.

## Frauen

### 5 km klassisch
| Platz | Name                    | Verein            | Zeit (min) |
| ----- | ----------------------- | ----------------- | ---------- |
| 01    | Sylvia Honegger         | Entlebuch         | 16:45,1    |
| 02    | Brigitte Albrecht       | Lax               | 16:45,9    |
| 03    | Natascia Leonardi       | Poschiavo         | 17:30,3    |
| 04    | Franziska Unternährer   | SC Marbach        | 17:39,9    |
| 05    | Cornelia Porrini        | Wald ZH           | 17:50,6    |
| 06    | Andrea Huber            | Alpina St. Moritz | 17:51,3    |
| 07    | Nathalie Kessler        | SC Galgenen       | 18:02,7    |
| 08    | Christine Gilli-Brügger | Alpina St. Moritz | 18:10,8    |
| 09    | Nadja Scaruffi          | SC Davos          | 18:14,4    |
| 010   | Selina Bischoff         | SC Rätia Chur     | 18:19,9    |

Datum: Samstag, 16. Januar 1999 in Silvaplana

Sylvia Honegger gewann mit 0,8 Sekunden vor Brigitte Albrecht und holte damit ihren 19. Meistertitel. Das Ergebnis dieses Rennen zählte für das Verfolgungsrennen am folgenden Tag.

### 10 km Freistil Verfolgung
| Platz | Name                    | Verein            | Zeit (min) |
| ----- | ----------------------- | ----------------- | ---------- |
| 01    | Brigitte Albrecht       | Lax               | 47:30,8    |
| 02    | Sylvia Honegger         | Entlebuch         | 47:47,9    |
| 03    | Natascia Leonardi       | Poschiavo         | 49:00,0    |
| 04    | Cornelia Porrini        | Wald ZH           | 51:03,0    |
| 05    | Andrea Huber            | Alpina St. Moritz | 51:34,5    |
| 06    | Selina Bischoff         | SC Rätia Chur     | 51:49,1    |
| 07    | Nathalie Kessler        | SC Galgenen       | 52:01,7    |
| 08    | Christine Gilli-Brügger | Alpina St. Moritz | 52:46,1    |
| 09    | Martina Negele          | Triesen           | 52:57,2    |
| 010   | Alexandra Strobele      | Bern              | 53:04,5    |

Datum: Sonntag, 17. Januar 1999 in Silvaplana

Nach Platz zwei am Vortag gewann Brigitte Albrecht vor Sylvia Honegger mit 17,1 Sekunden Vorsprung und holte damit ihren 11. Meistertitel.

### 15 km klassisch
| Platz | Name              | Verein            | Zeit (min) |
| ----- | ----------------- | ----------------- | ---------- |
| 01    | Sylvia Honegger   | Entlebuch         | 49:23,0    |
| 02    | Karin Camenisch   | Klosters          | 51:00,3    |
| 03    | Natascia Leonardi | Poschiavo         | 51:19,2    |
| 04    | Regina Hulliger   | Boll              | 51:21,0    |
| 05    | Andrea Huber      | Alpina St. Moritz | 51:33,7    |
| 06    | Cornelia Porrini  | Wald ZH           | 52:12,8    |
| 07    | Laurence Rochat   | Le Lieu           | 52:31,2    |
| 08    | Nadja Scaruffi    | SC Davos          | 53:22,1    |
| 09    | Brigitte Witschi  | Heimenschwand     | 53:41,3    |
| 010   | Martina Negele    | Triesen           | 53:47,0    |

Datum: Mittwoch, 20. Januar 1999 in Silvaplana

In Abwesenheit der Vorjahressiegerin Brigitte Albrecht holte Sylvia Honegger vor Karin Camenisch und Natascia Leonardi ihren 20. Einzeltitel.

### 30 km Freistil
| Platz | Name                    | Verein                | Zeit (std) |
| ----- | ----------------------- | --------------------- | ---------- |
| 01    | Andrea Senteler         | Klosters              | 1:29:18,1  |
| 02    | Sylvia Honegger         | Entlebuch             | 1:29:19,6  |
| 03    | Natascia Leonardi       | Poschiavo             | 1:29:19,9  |
| 04    | Flurina Bachmann        | SC Bernina Pontresina | 1:31:08,2  |
| 05    | Christine Gilli-Brügger | Alpina St. Moritz     | 1:31:21,6  |
| 06    | Andrea Huber            | Alpina St. Moritz     | 1:32:14,6  |
| 07    | Edwige Capt             | Sentier               | 1:32:33,2  |
| 08    | Karin Camenisch         | Klosters              | 1:32:36,5  |
| 09    | Brigitte Witschi        | Heimenschwand         | 1:33:10,4  |
| 010   | Nathalie Kessler        | SC Galgenen           | 1:33:23,1  |

Datum: Sonntag, 28. März 1999 in Silvaplana
 Andrea Senteler konnte sich, in Abwesenheit von Brigitte Albrecht, im Zielsprint gegen Sylvia Honegger und Natascia Leonardi durchsetzen und holte damit ihren ersten Meistertitel.

### 3 × 5 km Staffel
| Platz | Namen                                                | Verein            | Zeit (min) |
| ----- | ---------------------------------------------------- | ----------------- | ---------- |
| 01    | Domenica Oswald Andrea Huber Christine Gilli-Brügger | Alpina St. Moritz | 48:29,7    |
| 02    | Sylvia Honegger Andrea Honegger Cornelia Porrini     | SC Am Bachtel     | 48:30,9    |
| 03    | Nadja Scaruffi Saskia Bösch Jasmin Nunige            | SC Davos          | 49:21,8    |
| 04    | Sandra Gredig Seraina Mischol Patricia Schärer       | SC Davos          | 50:25,3    |
| 05    | Franziska Unternährer Silvia Egli Priska Haas        | SC Marbach        | 51:09,8    |

Datum: Donnerstag, 21. Januar 1999 in Silvaplana

Es waren 8 Staffeln am Start.